# Pallava Birodalom
A Pallava Birodalom egy Dél-Indiában, a pallavák által alapított dinasztia volt, amely 275 és 897 között létezett és a mai Dél-India egy részét uralta. Jelentőségük a Szatavahana birodalom hanyatlása után növekedett meg, akiknek vazallusai voltak. Fővárosuk Káncsipuram (röviden Káncsi) volt, vallásuk a hinduizmus, a birodalom lakosai tamil, prákrit, szanszkrit és telugu nyelveket használtak.
A Pallavák jelentős hatalommá I. Mahendravarman (571-630) és I. Naraszimhavarman (630-668) uralkodása idején váltak és uralták a teluguk területét és a tamilok (mindkettő dravida nyelv) északi régióit csaknem 600 éven keresztül. Uralmuk egész ideje alatt állandó konfliktusban voltak mind a Csálukja-dinasztiával (543-753) északon, mind a tamil királyságokkal, konkrétan a Csola és a Pándja királyságokkal délen. Végül a Csola királyok győzték le végérvényesen a 9. században.
A Pallavák az építészet támogatásáról voltak leginkább ismertek, melyek a mai napig láthatók Mahábalipuram városban. A Pallavák fektették le a középkori dél-indiai építészet alapjait és hagytak maguk után csodás szobrokat és templomokat. Ők fejlesztették ki a pallava grantha írást, amit grantha tamil néven is ismernek, hogy leírhassák a szanszkrit és manipravalam (irodalmi stílus, amely a tamilt és szanszkritot ötvözi) szövegeket. Ez az ábécé volt az alapja számos más, délkelet-ázsiai írásnak. Hszüan-cang (602-664), kínai utazó, meglátogatta Káncsipuramot a Pallavák idején és magasztalta emberséges uralmukat.

## Származásuk
Egy Szangam korszak béli (kb. i. e. 300-tól i. sz. 300-ig, 473 költő, 2381 versét foglalja magába, melyek elsősorban szekuláris költemények a Tamilakam térségben) klasszikus mű, a Manimekalai (az 5 nagy, tamil, epikus mű egyike), az első Pallava király származását a manipallavai (Nainativu) Naga király lányának, Pilli Valainak (Pilivalai), és egy Csola király, Killivalavannak frigyéből vezeti le. Nekik született egy fiuk, aki egy hajótörés közben elveszett és egy ivy tök (tondai) ágával (pallava) a bokáján találták meg és ezért nevezték el Tondai-embernek. Egy másik verzió azt állítja, hogy Pallava, a bráhmin Asvatthama (a Mahábhárata egyik hőse) és egy Nága hercegnő egyesüléséből született. A Pallavák Brahmától és Asvatthamától származtatták magukat.
Bár a Manimekalai azt feltételezi, hogy Ilam Tirijan Csola volt, nem Pallava, a 852-ből származó Velurpalaijami táblák nem említik a Csolákat. Ahelyett a Naga rokonság történetét vallja és a Pallava királyi vérvonal kialakulását egy másik Pallava királynak tulajdonítja, Virakurcsának, és ennek legitimitását elegendőnek találja.
Történelmi szempontból, a korai kapcsolatok a Nagák és Pallavák közt, jól megalapozottak voltak még a Pallava születésének mítosza kialakulása előtt. Egy 753-ból származó prasaszti (dicshimnusz, eulógia) a kaszakadi táblákon, amit a Pallava Trivikrama írt, a Pallava vérvonalat számos mitikus ősön keresztül vezeti le.
A Dél-indiai Történelmi Társaság első éves kongresszusának kiadványában megjegyzik: a tondai szó azt jelenti, hogy futónövény és a Pallava kifejezés hasonló jelentést közvetít. Mivel a Pallavák Bellaritól Vidzsajavádáig (Bezwada) uralkodtak, ez ahhoz az elmélethez vezetett, hogy északi dinasztia voltak, amely eljegyzett hercegnőket az Ándhra-dinasztiából (Szatavahana) és így örökölték Ándhra Prades déli részét.
K. R. Subramanian történész szerint a Pallava birodalom sokkal inkább telugu hatalom volt, semmint tamil. A telugu források úgy tudják, hogy a legrégebbi telugu király Trilocsana Pallava volt, és későbbi írások is ezt alátámasztják. Azt mondják, hogy az első Csálukja király megütközött, vereséget szenvedett és elesett Mudivemu (Kadapa vagy Cuddappah körzet) közelében ugyanezen Trilocsana által. Egy buddhista történet leírja, Kalát, a Naga rádzsát, aki a Pallava Kalabhartarra emlékeztet, aki a Krisna körzetben uralkodott. A Pallava Boggát azonosíthatjuk a Kala királyságával Ándhrában, amelynek szoros és régi tengeri és kulturális kapcsolata volt Ceylonnal.
| Korai Pallavák     |            |
| I. Szimhavarman    | 275 - 300  |
| Szkandavarman      | ismeretlen |
| Visznugopa         | 350 - 355  |
| I. Kumaravisnu     | 350 - 370  |
| II. Szkandavarman  | 370 - 385  |
| Viravarman         | 385 - 400  |
| III. Szkandavarman | 400 - 436  |
| II. Szimhavarman   | 436 - 460  |
| IV. Szkandavarman  | 460 - 480  |
| I. Nandivarman     | 480 - 510  |
| II. Kumaravisnu    | 510 - 530  |
| Buddhavarman       | 530 - 540  |
| III. Kumaravisnu   | 540 - 550  |
| III. Szimhavarman  | 550 - 560  |

K. A. Nilakanta Sastri feltételezte, hogy a Pallavák egy észak-indiai dinasztia leszármazottai voltak, akik dél felé vándoroltak, felvették az ottani szokásokat és Tondaijárnak nevezték el magukat a térség neve alapján (Tondai). K. P. Jayaswal szintén észak-indiai származást feltételez, és előtérbe helyezi az elméletet, miszerint a Pallavák a Vakatakák oldalága voltak.
A Pallavák legkorábbi feliratait Bellari, Guntúr és Nellore körzetében találták és a dinasztia minden későbbi írása az utóbbi két helyről származik Szimhavisnu felemelkedéséig.

## Viszályok a Csolákkal
A Velurpalaijami táblák szerint a Pallavák elfoglalták Káncsipuramot (Káncsit) a Csoláktól az ötödik Pallava király, I. Kumaravisnu, uralkodása idején. Ezután a feliratokban ez a város szerepelt mint a Pallavák fővárosa. A Csolák kiűzték a Pallavákat Kancsiból a negyedik század közepén, Visugopa, tizedik Pallava király, uralkodása idején. A Pallavák visszafoglalták a várost a hatodik század közepén, talán Szimhavisnu, a 14. király uralkodása alatt, akit a kaszakudi táblák a világ oroszlánja néven említenek. Ezután a Pallavák a kilencedik századig tartották Kancsit, az utolsó királyuk, Vidzsaja-Nripatungavarman uralkodásáig.
| Kései Pallavák         |           |
| Szimhavisnu            | 575 - 600 |
| I. Mahendravarman      | 600 - 630 |
| I. Naraszimhavarman    | 630 - 668 |
| II. Mahendravarman     | 668 - 672 |
| I. Parameszvaravarman  | 670 - 695 |
| II. Naraszimhavarman   | 695 - 722 |
| II. Parameszvaravarman | 705 - 710 |
| II. Nandivarman        | 730 - 795 |
| Dantivarman            | 795 - 846 |
| III. Nandivarman       | 846 - 869 |
| Aparadzsitavarman      | 879 - 897 |

## Viszályok a Kadambákkal
A Pallavák konfliktusban voltak minden nagyobb királysággal különböző korszakokban. A politikai fennhatóságért való versengés már a korai Pallavák és a Kadambák közt is folyt. Számos kadamba felirat közöl részleteket a Pallava-Kadamba ellenségeskedésről.

## Viszályok a Kalabhrákkal
II. Visnugopavarman (kb. 500-525) idején, politikai felfordulás pusztította a Pallava birodalmat a tamil Kalabhra-dinasztia (250-600) általi invázió következtében. A 6. század vége felé a Pallava Szimhavisnu csapást mért a Kalabhrákra. A Pandiák megragadták az alkalmat és szintén támadtak. Ezután a tamil országot felosztották egymás közt. A Pallavák kapták az északi országrészt, Káncsipurám fővárossal, a Pandiák pedig a déli országrészt, Madurai fővárossal.

## Használt nyelvek
Minden korai Pallava királyi felirat szanszkrit és prákrit nyelven íródott, figyelembe véve a dinasztia hivatalos nyelvét, míg a hivatalos írás Pallava betűket használt, majd később granthát. Hasonlóképpen az Ándhra Pradesi és Karnatakai feliratok is szanszkrit és prákrit nyelven íródtak. A prákrit nyelv hivatalos használata a hatodik századig tartott. Ez valószínűleg az uralkodó elit érdeke volt, hogy megvédjék privilégiumaikat és állandósítsák hegemóniájukat a prákrit nyelv használatával és ezzel kizárják a közönséges embereket a hatalom megosztásából. A Pallavák a tamil nyelvű országrészekben a tamilt és szanszkritot használták.
Később a tamil lett a Pallavák fő nyelve felirataikban, bár néhány felirat még mindig szanszkrit nyelven íródott. Ezt a nyelvet először I. Mahendravarman alkalmazta abban a néhány feliratban, amit hátra hagyott. Ám I. Parameszvaravarman korától divatba jött az írások egy részét szanszkrit, mg a maradékát tamil nyelven írni. Csaknem az összes réztábla felirat, mind a kaszakudi, tandantottami, pattattalmangalmi, udajendirami és velurpalaijami, részben szanszkrit, részben tamil nyelven íródtak.
| Aijangar időrend        |           |
| Korai Pallavák          |           |
| Bappadévan              | 250 - 275 |
| I. Szivhaszkanda Varman | 275 - 300 |
| Szimhavarman            | 300 -320  |
| Buddavarman             | 320 - 335 |
| Buddjankurán            | 335 - 340 |
| Közép Pallavák          |           |
| Visnugopa               | 340 - 355 |
| I. Kumaravisnu          | 355 - 370 |
| II. Szkanda Varman      | 370 - 385 |
| Vira Varman             | 385 - 400 |
| III. Szkanda Varman     | 400 - 435 |
| II. Szimha Varman       | 435 - 460 |
| IV. Szkanda Varman      | 460 - 480 |
| I. Nandi Varman         | 480 - 500 |
| II. Kumaravisnu         | 500 - 510 |
| Buddha Varman           | 510 - 520 |
| III. Kumaravisnu        | 520 - 530 |
| III. Szimha Varman      | 530 - 537 |
| Kései Pallavák          |           |
| Szimhavisnu             | 537 - 570 |
| I. Mahendravarman       | 571 - 630 |
| I. Naraszimhavarman     | 630 - 668 |
| II. Mahendravarman      | 668 - 672 |
| I. Parameszvaravarman   | 672 - 700 |
| II. Naraszimhavarman    | 700 - 728 |
| II. Parameszvaravarman  | 728 - 731 |
| II. Nandivarman         | 732 - 796 |
| Dantivarman             | 775 - 825 |
| III. Nandivarman        | 825 - 869 |
| Nirupatungan            | 869 - 882 |
| Aparadzsitavarman       | 882 - 897 |

## Írásrendszer
A Pallava-dinasztia idején egyedi grantha írást, a Pallava írás továbbfejlesztett változatát, ami a brahmi írás egyik válfaja, használták. A hatodik század körül, az írás keleti irányban terjedt el és befolyásolta csaknem az összes délkelet-ázsiai írás kifejlődését.

## Szasztri időrend
A Pallavák legősibb írásos emléke három réztábla okirat, amiket ma Majidavolu, Hirahadagalli és a brit múzeumi tábla néven azonosítanak és I. Szkandavarmannak tulajdonítanak, prákrit nyelven íródtak. Úgy tűnik, Szkandavarman volt az első nagy uralkodója a korai Pallaváknak és a táblákon voltak utalások más, korai Pallava uralkodókra, akik valószínűleg elődei voltak. Szkandavarman kiterjesztette uradalmát a Krisnya-folyótól északon Penna-folyóig, délen és a Bellari körzetig nyugaton. Véghezvitte az Aszvamédhát (lóáldozat) és más védikus áldozatokat és felvette a királyok királya címet, aki a dharma (a dharma az indiai hitvilágban (hinduizmus) az az egyetemes törvény, amely minden hatás mélyén rejlik) odaadó híve.
IV. Szimhavarman uralkodása idején, aki 436-ban lépett trónra, visszaszerezték a Krisna-folyó torkolatától északra levő területeiket a Visnukundinoktól. A korai Pallava történelem ettől az időtől kezdve kb. egy tucat szanszkrit réztáblán van leírva. Mind a királyok uralkodási éveivel vannak dátumozva. Nilakanta Szasztri, Dél-India történelme című könyvében állította össze a korai Pallava uralkodók kronológiáját ezen okiratok alapján.

## Kései Pallavák
A Kalabhrák betörése után Szimhavisnu, Pallava király, összefogott a Pandia királysággal és felosztották a tamil királyságot. I. Mahendravarman kiterjesztette a Pallava királyságot és korának egyik legnagyobb uralkodóje volt. A legdíszesebb templomok és emlékművek közül Dél-Indiában, amelyeket a sziklából vájtak ki, néhány az ő uralkodása alatt készült. Írt egy színdarabot is, Mattavilasza Prahaszana néven.
A Pallava királyság mind területileg, mind befolyásban gyarapodott és a hatodik század végére regionális hatalommmá vált, amely vereséget mért a ceyloni és a tamil királyságokra. I. Naraszimhavarman és I. Parameszvaravarman olyan királyok voltak, akik nem csak a hadszíntéren, de az építészet terén is jelentős eredményeket értek el. II. Naraszimhavarman építtette a tengerparti templomokat 700-728 között.

## Aijangar időrend
A Pallavákról rendelkezésre álló írások alapján S. Krishnaswami Aiyanagar történész azt javasolta, hogy a Pallavákat 4 különálló családra, vagy dinasztiára osszák fel. Némelyek egymáshoz való viszonya ismert, másoké nem. Aijangar azt állítja, hogy a rendelkezésre álló prákrit okiratok közül 3 lényeges. Azután egy olyan dinasztia került hatalomra, amely okiratait szanszkrit nyelven adta ki. Ezután egy olyan család került hatalomra, amely nagy királyokat adott és Szimha Visnuval kezdődött. Ezt pedig a trónbitorló Nandi Varman, egy nagy Pallava király, családja követett. Ha tanulmányozzuk a jelenlegi szemléletet, a Ganga-Pallavákat a feliratokkal foglalkozó tudósok (epigráfusok) feltételezik. A legrégebbi pallava okirat Majidavolu 1 (Gunturi körzet) néven ismert réztábla.
Szimhavisnu (tamil nyelven சிம்மவிஷ்ணு), más néven Avaniszimha, III. Szimhavarman fia volt, egy Pallava király, aki újjáélesztette a Pallava dinasztiát. Ő volt az első Pallava király, akinek országa délebbre nyúlt Káncsipurámnál. Fia úgy írta őt le, mint egy nagy hódítót a Mattavilasza Prahaszana (Részeg tivornya) című drámában. Midőn Szimhavisnu trónra lépett, a Pallava-dinasztia újra megerősítette fennhatóságát. Apja, Szimhavarman, kiváló katona volt, aki elpusztította Ranaraszika, Csálukja király, seregét.
Azután India déli, félszigeti részét, 5 dinasztia uralta, a Pallavák, a Csolák, a Pandiák, a Csérák és a Csálukják. Szimhavisnu, miután lerohanta a Kalabhrákat és elfoglalta a területet egészen a Kávéri-folyóig, összeütközésbe került a Pandiákkal és Ceylonnal. Felszerelt és elküldött egy hajóhadat, majd elfoglalta Maláját és Sri Lankát. Káncsipurámát nevezte ki fővárosának. Ő volt az első az úgynevezett nagy, vagy kései Pallavák sorában. A nagy viszálykodás a Csálukjákkal, ami két évszázadig tartott, az ő uralma alatt kezdődött.
I. Mahendravarma (tamil nyelven மகேந்திரவர்மன்) a korai hetedik században uralta a mai Tamil Nadu állam északi területeit. Szimhavisnu fia volt. Uralkodása idején II. Pulakesin, Csálukja király, megtámadta országát. Egy sor háborút vívtak az északi Vengi térségben, mielőtt Mahendravarma megtizedelte fő ellenségeit Pullalurnál. Bár Mahendravarma megmentette fővárosát, de elveszítette az ország északi tartományait Pulakesin javára. A tamil irodalom virágzott uralkodása idején és maga is író volt. Az építészetben is jeleskedett és a sziklába vájt építészet úttörője volt a Pallavák közt.
I. Naraszimhavarman (tamil nyelven முதலாம் நரசிம்மவர்மன்.) apjához hasonlóan szerette a művészetet és befejezte apja művét Mamallapuramban. 642-ben bosszút állt apja vereségéért II. Pulakesinen. Mamallan (a nagy birkózó) néven is ismerték és Mamallapuramot (Mahabalipuram) róla nevezték el. Siva vakbuzgó híve volt. A nagy najanar szentek, mint Appar, Sziruhondar és Tirugnanaszambandar uralkodása idején éltek. 668-ban fia, II. Mahendravarman követte a trónon.

## I. Naraszimhavarman
Azon tucat indiai uralkodó közé tartozott, aki sosem veszített csatát. A többiek a következők voltak: Adzsatastru (Magadha i. e. 492 - i. e. 460), a maurja Csandragupta (i. e. 324 – i. e. 297), Karikala Csola (190 körül), Vel Kelu Kuttuvan (Cséra uralkodó), Kocengannan (Csola uralkodó), Rádzsaszujam (Csola király i. e. 575), Nedancsezian (Pandiai uralkodó), Szamudragupta (Gupta birodalom 335-380), Rádzsaszimha (Pallava király), Rádzsarádzsa Csola és fia Radzsendra Csola.

### Háború a Csálukjákkal
Egy dekkáni király, II. Pulakesin, előzőleg számos északi pallava tartományt és erődöt fosztott ki. Ennek ellenére nem volt képes elfoglalni a Pallavák fővárosát, Káncsipurámot. Ez elhúzódó ellentéthez vezetett a Csálukják és Pallavák közt. II. Pulakesin újra megkísérelte elfoglalni a Pallava fővárost majd számos évvel később egy újabb támadást indított. Időközben a pallava trón I. Naraszimhavarmanra szállt, aki számos csatában mért vereséget a Csálukjákra, beleszámítva a manimangalami csatát 20 mérföldre, keletre Káncsipurámtól. A pallava király azt mondta, látta rettegett ellenségének hátát menekülés közben. Ez a siker felbátorította és tábornokával, Parandzsotival, megszállta Bádámit (Vatapi). Sikeresen vereséget mért ellenségeire és megölte II. Pulaksin, Csálukja királyt, 642-ben.

### Befolyása a Sri Lankai politikára
Manavarma, szingaléz herceg, Naraszimhavarman udvarában élt és segített az uralkodónak megsemmisíteni ellenségét, II. Pulakesint. Viszonzásul a pallava uralkodó kétszer is sereggel támogatta Manavarmant Sri Lanka elleni hadjáratában. A második támadás sikeres volt. Manavarma elfoglalta Sri Lankát, ami felett feltételezhetően 691 és 726 között uralkodott. A kaszakudi réztáblák említést tesznek Naraszimhavarman hódításáról Sri Lankán csakúgy, mint a Mahávamsza (páli történelmi krónika).
II. Mahendravarman (tamil nyelven இரண்டாம் மகேந்திரவர்மன்) Naraszimhavarman fia volt.
I. Parameszvaravarman apja halála után lépett trónra. Tevékeny és rátermett uralkodó volt, híres katonai tetteiről. Szerette a költészetet és Siva tiszteletére számos templomot emeltetett. Uralkodása idején újraéledt a viszály a Csálukjákkal, akiket I. Vikramaditya vezetett, aki még nagyapája ellen hadakozott és időközben számos szövetségesre tett szert. A két hadsereg 674-ben csapott össze Peruvalanallurban, Tirucsirappalli közelében és Parameszvaravarman győzedelmeskedett annak ellenére, hogy egy nagy, katonai szövetséggel állt szemben.

## II. Naraszimhavarman
Népszerűbb nevén a Pallava Rádzsaszimha, vagy Rádzsamalla, építette a tengerparti templomokat, az Iszvara és Mukunda templomokat Mahabalipuramban, a Panamalai templomot Dél-Arkotban, valamint a Kailaszanatar és Vaikunta-Perumal templomokat Káncsipurámban. Rádzsaszimha kora nagy irodalmi és építészeti korszak volt, és I. Mahendravarmannal és I. Naraszimhavarmannal a legnagyobb Pallava uralkodók közé sorolják.

### Trónra lépése és uralkodása
Mikor ő lett az uralkodó, a Pallavák voltak a legnagyobb katonai hatalom a szubkontinensen. Apja az egyik legjobb hadvezér volt az ókori Indiában, aki legyőzte félelmetes ellenségeit és messze kiterjesztette birodalmát. Akárcsak elődei, szintén kardcsörtető volt. Nagyköveteket cserélt Kínával. Uralkodása idején nem volt sok háború.

### Irodalmi szereplése
Rádzsaszimha sikeres drámaíró és költő volt. Számos művet alkotott szanszkrit nyelven, melyeknek a többsége mára elveszett. Szanszkrit színműveinek témáit a Rámájanából, Mahábháratából és a Puránákból merítette. Két fia volt, III. Mahendravarman, aki még apja életében elhunyt, és II. Parameszvaravarman, aki majd 728-ban lépett trónra.
II. Parameszvaravarman alig 3 éves uralkodása alatt a Csálukják megszállták Káncsit és a királynak el kellett fogadnia a megalázó békefeltételeket. Hogy ezt megtorolja, megtámadta a Csálukjákat, de vereséget szenvedett és elesett. Uralkodása idején építették a Vaikunta Perumal templomot Káncsipurámban. Vele kihalt a Pallavák Szimhavisnu ága.

## II. Nandivarman (720-796)
Mivel a pallava trón megüresedett, hogy ne foglalják el az országot, sürgősen uralkodót kellett találniuk. Diplomáciai kíséretet állítottak össze katonákból, tudósokból, kereskedőkből és földművesekből és elindultak a hosszú útra, hogy elérjék Kambudzsadészát (Khmer birodalom 802-1431), ahol egy bizonyos Kadavésza Hari Varma uralkodott, aki a Pallaváktól származott és Bimavarman 6. nemzedékes utóda volt, aki Szimha Visnu testvére volt. A királynak 4 fia volt. Az első három (Ksatrijamalla, Szangramamalla és Radzsamalla) elutasította az ajánlatot, de a negyedik, aki 14 éves volt, elfogadta. Pallava Malla Parameszvarának, más néven Nandi Varmannak hívták.

### Uralkodása és hódításai
Egy szellemi egyéniség volt, akinek tehetsége volt a művészetekhez, íráshoz, költészethez, zenéhez és a filozófiához. Akárcsak elődje, Rádzsaszimha, kutijattamokat (Koodiyattam – szanszkrit színházi előadás, neve együtt játszást jelent, utalva arra, hogy több szereplője van, akik a hangszerek ütemére mozognak) és csakjar kútukat (Chakyar koothu – egyfajta monológ hindu szent szövegekből) írt, amelyeket tradicionálisan a hindu templomok kijelölt helyén adnak elő, sőt maga is vállalt szerepeket bennük. Tamil nyelven is alkotott, mint látható a Nandikkalambakam című költeményéből. Jóképű is volt, aki szívesen tornázott.
Egy olyan királyságot örökölt, amely jeles elődeinek köszönhetően erős volt. A Pallavák ellenségei a Dekkánon kihasználták az anarchiát és megpróbáltak a Pallava királyság ellen vonulni. Mivel Nandivarman kiskorú volt, nem volt még fejlett arra, hogy harcoljon és seregeket vezessen, a háború törvényeinek értelmében pedig nem is léphetett a csatatérre. Ezért az amúgy terjeszkedő Pallavák történelmükben először csak vártak és figyelték az eseményeket. Ez azonban nem vont maga után negatív következményeket és a Pallava királyság területe ép maradt. Ez annak is köszönhető, hogy a Csálukjákat és a Gangákat a Pandiák szorongatták abban az időben (Kocsadaijan Ranadhiran). A feliratok szerint általános béke honol ebben a korban és virágzott a kereskedelem. Sikeres volt számos ellenségének leverésében, akik főleg a Dekkánon uralkodtak. Ebben bátor hadvezére, Udajacsandran segítette, aki az ő kíséretében jött a Khmer birodalomból és a király különleges egységeiben harcolt 731-ben. A Pandia királyság is Pallava uralom alá került a nellai vagy tirunelveli csata után. Nandivarma építtette egy templomot Nagerkoilban, amit Bhagavatinak szenteltek.
Dantivarman 51 évig uralkodott és ekkor kezdett hanyatlani a királyság. A pandia támadások dél felől megnyirbálták az ország területét, amely Káncsipurám környékére korlátozódott. III. Govinda, Rastrakuta király 803-804-ben vereséget mért Dantivarmanra és bevonult Káncsiba.
III. Nandivarman Dantivarman fia és II. Nandivarman unokája volt. Hatalmas uralkodó volt és mindent megtett, hogy visszafordítsa a monarchia hanyatlását, ami apja uralkodása idején kezdődött. Szövetségre lépett a Rastrakutákkal és a Gangákkal. A pandia király, Szrimara Szrivallabha mégis visszaszerezte területeinek java részét, sőt vereséget mért a Pallavákra és Csérákra Kumbakonamnál. Tovább nyomult előre, ám ekkor hátba támadta őt II. Széna, szingaléz király Sri Lankáról. Ellenséggel a hátországban azután vereséget szenvedett a tellarui csatában, ahol el is esett. A Pallavák azután követték a menekülő Pandiákat a Vaigai-folyóig. Nandivarmannak erős hajóhada volt és kereskedelmi kapcsolatokat tartott fenn Sziámmal (Thaiföld) és Malájával.
Aparadzsitavarman volt az utolsó uralkodója a Pallava háznak, aki eg csatában esett el 897-ben I. Aditya ellen. 880-ban vereséget mért II. Varagunavarman, Pandia királyra, és meg is ölte őt a csatában. Aparadzsita 885-ben átengedte Tandzsávúr trónját szövetségesének és vazallusának, I. Adityának (870-907, Csola-dinasztia), amiért segítette őt a győzelemben Tirupurambijamnál. A Csolák eleinte kisebb szövetségesei voltak a Pallaváknak, ám később megtámadták őket, vereséget mértek rájuk és megölték Aparadzsitavarmant.

## Más kapcsolatok
Pallava királyi vérvonalak jelentősek voltak a régi Kedahi királyságban (egy korai királyság a Maláj-félszigeten, ma Taiföld) I. Rudravarman, kedahi király idején. Hasonlóképpen Csamba államban (192-1832, ma Vietnam déli része) I. Bhadravarman idején és a Funani királyságban (68-550 Hátsó-India), Kambodzsában.

## Vallás
A Pallavák hinduk voltak és földeket adományoztak az isteneknek és a brahminoknak. Az akkor uralkodó szokások szerint néhány uralkodó véghezvitte az Aszvamédát és más védikus áldozatot. Ennek ellenére toleránsok voltak más vallásokkal szemben.

## Építészet
A Pallavák hozzájárultak a sziklatemplomokból az kőtemplomokba való átmenethez. A legkorábbi Pallava építmények 610-690 körül sziklába vájt templomok voltak, majd 690-900 közt áttértek a templomépítésre. Számos sziklatemplomban megtalálható I. Mahendravarman és utódai neve. A Pallava sziklatemplom építészet remekművei közé tartoznak a Mahabalipurami templomok. Ott kivájt, pillérekkel alátámasztott csarnokok találhatók és monolitikus szentélyek. A korai templomokat Sivának szentelték.
A Káncsipurámi Kailászanáta templom és a tengerparti templomok jó példái a pallava építészeti stílusnak. Egy másik ilyen a Srí Lanka-i Nalanda Gedige templom Kandiban.

## Fordítás
Ez a szócikk részben vagy egészben  a   Pallava dynasty című angol Wikipédia-szócikk ezen változatának fordításán alapul.  Az eredeti cikk szerkesztőit annak laptörténete sorolja fel. Ez a jelzés csupán a megfogalmazás eredetét és a szerzői jogokat jelzi, nem szolgál a cikkben szereplő információk forrásmegjelöléseként.